# Hesperidium
Hesperidium (mn. č. hesperidia) je plod, konkrétně modifikovaná bobule citrusů (pomeranče, mandarinky, citróny). Na řezu lze rozlišit na povrchu barevné flavedo obsahující silice, pigmenty a hodně vitaminu C. Pigmenty zodpovídají za zbarvení. Proto jsou pomeranče oranžové a citrony žluté. Silice jsou zodpovědné za aroma. Pod flavedem se nachází někdy tenká, jindy tlustší vrstvička bílého albeda. Následují jednotlivé dílce, které jsou vyplněny dužninovými váčky plnými sladké šťávy. Tyto vnitřní dílce jsou uprostřed uchyceny na semenicovém sloupku, který vypadá jako albedo. Někdy u zralých citrusů tento semenicový sloupek je již zcela rozpadlý. Po obvodu semenicového sloupku se někdy též setkáváme s bílými vlákny, což jsou cévní svazky.
Co se týče povrchu hesperidia citronů nebo pupečných pomerančů, rozlišujeme tzv. plod, bradavku a brázdičku. Plod je samotné hesperidium, bradavka je malý výstupek na jednom pólu plodenství a brázdička (areola) je malinká propadlinka mezi plodem a bradavkou.